# Nonie Darwish
Nonie Darwish (àrab: نوني درويش, Nūnī Darwīx) és una escriptora i conferenciant estatunidenca nascuda a Egipte, autora del llibre Now they Call Me Infidel; Why I Renounced Jihad for America, Israel and the War on Terror (Ara, em diuen infidel, per què vaig renunciar al jihad per Amèrica, Israel i la guerra contra el terror); el gener del 2009 va aparèixer el seu segon llibre: Cruel And Usual Punishment: The Terrifying Global Implications of Islamic Law (Càstig cruel i usual: les terrorífiques implicacions globals de la llei Islàmica). Per altra banda, com a portaveu de l'associació Àrabs per Israel, manifesta que la seva missió és mirar d'assolir la reconciliació, acceptació i entesa entre àrabs i israelians, sobre la base de respectar i donar suport a l'Estat d'Israel i mirar d'arribar a un Orient Mitjà divers i en pau, rebutjant el terrorisme suïcida com a forma de jihad, i promovent també una reforma i autocrítica del món àrab i musulmà.
Darwish és la filla d'un tinent general egipci a qui, en morir assassinat per l'exèrcit israelià, el president d'Egipte Gamal Abdel Nasser proclamà xahid, és a dir màrtir. Posteriorment, ella va atribuir la mort del seu pare a la propaganda d'odi que la cultura islàmica de l'Orient Mitjà inculca en les criatures des del seu naixement.

## Biografia
Nascuda al Caire el 1948, poc després Darwish es va traslladar a Gaza, aleshores ocupada per Egipte, quan el seu pare, el tinent general Mustafa Hafez hi fou enviat pel president Nasser per dirigir-hi la intel·ligència militar egípcia. Hafez va fundar-hi els fedaïns, escamot que es dedicava a llençar atacs al sud d'Israel, a conseqüència dels quals entre 1951 i 1956 van morir uns quatre-cents israelians. El juliol de 1956, quan la Nonie només tenia vuit anys, el seu pare esdevingué la primera víctima de la política d'assassinats selectius de l'exèrcit israelià, iniciada com a resposta als atacs dels fedaïns. En el seu discurs anunciant la nacionalització del Canal de Suez, Nasser va assegurar que tot Egipte es venjaria de la mort de Hafez; segons Darwish, Nasser va mateix li va preguntar a ella i als seus germans "Qui de vosaltres venjarà la mort del seu pare matant jueus?"
Darwish declarà posteriorment: 
Sempre vaig donar la culpa a Israel per la mort del meu pare, perquè això era el que em van ensenyar. Mai no vaig preguntar-me per què Israel havia mort el meu pare. El van matar perquè els fedaïns es dedicaven a matar israelians. Nosaltres havíem de tenir llàgrimes als ulls proclamant que volíem morir. Sovint em trobo amb gent que creu que no hi havia terrorisme contra Israel abans de la Guerra dels Sis Dies. Com poden negar-ho? El meu pare hi va morir.

Després de mort el seu pare, la família va tornar-se'n cap al Caire, on Darwish va estudiar en un institut catòlic i després a la Universitat Americana, on va llicenciar-se en sociologia i antropologia. Llavors, va començar a treballar com a editora i traductora per a l'Agència de Notícies de l'Orient Mitjà, fins que, el 1978, va emigrar als Estats Units amb el seu marit, i va acabar adquirint la nacionalitat americana. Als Estats Units, va convertir-se al cristianisme i freqüentà els serveis religiosos d'una branca de l'Església Evangèlica.
Un any després dels Atemptats de l'11 de setembre de 2001, Darwish començà a escriure articles criticant-hi l'extremisme islàmic i el silenci dels musulmans moderats; així, segons ella:
Després de l'11-S, no gaires americans d'origen àrab o musulmà van manifestar-se, i, segons el que vaig veure, ens va costar força temps atraure l'atenció dels mitjans de comunicació occidentals. Els mitjans de comunicació occidentals encara consideren organitzacions com ara CAIR com a representants dels musulmans moderats a Amèrica, però no és pas el cas. Els grups musulmans als EUA intenten silenciar-nos i intimiden els campus d'universitats americanes que ens conviden a parlar. Sovint dic als estudiants musulmans que els arabo-americans que es manifesten contra el terrorisme no són pas el problema, són els terroristes els que donen una mala imatge de l'Islam. I allò que Occident hauria de fer és formular les preguntes políticament incorrectes, i nosaltres, americans d'origen àrab i musulmà, els devem respostes honestes.
Darwish ha fet conferències a les universitats de Colúmbia, Yale, Harvard, Brown, Princeton, NYU, UCLA, UC Berkley, Wellesly i Cornell, com també ha sortit en programes de la CNN, FOX News, MSNBC, i Al Arabya.

## Obres
- Now They Call Me Infidel: Why I Renounced Jihad for America, Israel, and the War on Terror. Sentinel HC, 2006, ISBN 1595230319.
- "Cruel But Usual Punishment: The Terrifying Global Implications of Islamic Law".
- "Escaping Submission" (op-ed at FrontPage).

## Entrevistes
- Al-Hayat TV(Xipre) 7 d'agost del 2008 «www.youtube.com». Arxivat de l'original el 2016-03-09. [Consulta: 17 gener 2009].
- Two interviews with Nonie Darwish Arxivat 2006-06-19 a Wayback Machine.
- Entrevista a Nonie Darwish a la Ràdio Nacional d'Israel 
  - Part 1 Arxivat 2007-09-29 a Wayback Machine.: Els primers minuts tracten sobre el reconeixement d'Israel per l'ONU; l'entrevista continua
  - Part 2 Arxivat 2007-09-29 a Wayback Machine.
- Interview Arxivat 2009-03-19 a Wayback Machine.
- Now They Call Me Infidel Arxivat 2013-01-11 at Archive.is - Entrevistada per Jamie Glazov de FrontPageMag.com
- Don't Be Deceived - Entrevistada per Reform Judaism Magazine
- Life as an infidel The Observer Maig 2007

## Premis i distincions
Premi Clare Boothe Luce Policy Institute "Dona d'excepcional coratge"